# 温泉座
温泉座（おんせんざ）は大分県別府市の株式会社SARABiO温泉微生物研究所が直営する店舗。コンセプトは「温泉以上の温泉の体験」。足湯サービスや独自開発した温泉由来商品の販売を行う。（温泉座は運営母体であるサラヴィオ化粧品の登録商標）

## 概要
2015年12月　東京楽天地『まるごとにっぽん』2Fにパイロット店となる浅草店を開業。銭湯をモチーフとした設えは、別府市の源泉を引いた銭湯文化になぞらえ、都心の憩いの場、気軽さを演出したもの。独自開発した特許取得の温泉成分「RG92」や「温泉酵素」を配合した温泉由来のボディケア・スキンケア商品を取り扱う。

## 店舗
東京都
- おおいた温泉座 浅草店（まるごとにっぽん2F）
- おおいた温泉座 ダイバーシティ東京 プラザ店（ダイバーシティ東京 プラザ2F）※期間限定　2016/6/10－2016/8/14

大分県
- おおいた温泉座 別府本店（別府タワー1階）
- ぶんごたかだ温泉座（昭和の町）

## サービス
足湯の無料サービス有り。靴下やストッキングを脱がずに利用できるビニールソックスを常備している。

## 主な商品
全店共通
- あるじの秘湯泉（ヒトウセン）薬用入浴剤　- 人気No.1　温泉座の足湯にも使われている
- あるじの秘湯泉　スキンローション　- 人気No.2　特許取得「RG92」と「温泉酵素」配合
- RG92 FGFオールインワンジェル　- 人気No.3　特許取得「RG92」と「温泉酵素」配合
- RG BEAUTEシリーズ
- M-1育毛ミスト

店舗限定商品
- 地獄蒸し温泉バーガー（別府本店限定）
- 地獄蒸したまご（別府本店限定）
- 地獄蒸し野菜スティック（別府本店限定）
- 温泉美腸スムージー（別府本店限定）

## フランチャイズ
1市1店舗限定で日本全国から募集を開始。加盟金や保証金などの初期費用がなく始めやすいのが特徴。地域密着型の温泉座を展開できる。